# عوز نازعة هيدروجين الغلوكوز-6-فوسفات
تكسر الدم الفولي أو التفول أو أنيميا الفول أو فقر الدمِ الناجم عن عوزِ سداسي فوسفات الجلوكوز النازع للهيدروجين (بالإنجليزية: G6PD Deficiency أو Favism)‏ هو نقص الإنزيم الأكثر شيوعا في جميع أنحاء العالم، هو خطأ فطري في التمثيل الغذائي يؤهب لانهيار خلايا الدم الحمراء. في معظم الأحيان، لا يعاني المصابون من أي أعراض. بعد محفز معين، قد تتطور أعراض مثل أصفرار الجلد، بول داكن، ضيق في التنفس، وشعور بالتعب. يمكن أن تشمل المضاعفات فقر الدم واليرقان الوليدي. بعض الناس ليس لديهم أعراض أبدًا.
إنه اضطراب متنحي مرتبط بالصبغي X ينتج عنه إنزيم نازعة هيدروجين الجلوكوز سداسي فوسفات معيب. نازعة هيدروجين الجلوكوز سداسي فوسفات هو إنزيم يحمي خلايا الدم الحمراء، التي تحمل الأكسجين من الرئتين إلى الأنسجة في جميع أنحاء الجسم. يؤدي عيب الإنزيم إلى الانهيار المبكر لخلايا الدم الحمراء. يسمى هذا التدمير لخلايا الدم الحمراء انحلال الدم. قد يحدث انهيار خلايا الدم الحمراء بسبب العدوى، بعض الأدوية، الإجهاد، أو الأطعمة مثل الفول. اعتمادًا على الطفرة المحددة، قد تختلف شدة الحالة. يعتمد التشخيص على الأعراض وتدعمه اختبارات الدم والاختبارات الجينية.
يجب على الأشخاص المتضررين تجنب المحفزات الغذائية، ولا سيما الفول. قد يكون هذا صعبا، حيث يمكن تسمية الفول «الفاصوليا العريضة» وتستخدم في العديد من الأطعمة، كاملة أو كدقيق. ربما يكون الفلافل هو الأكثر شهرة، ولكن غالبا ما يستخدم الفول أيضًا كحشو في كرات اللحم والأطعمة الأخرى.
قد يشمل علاج النوبات الحادة أدوية العدوى، إيقاف الدواء المخالف، أو نقل الدم. يمكن علاج اليرقان عند الأطفال حديثي الولادة بأضواء بيلي.
يعاني حوالي 400 مليون شخص من هذه الحالة على مستوى العالم. إنه شائع بشكل خاص في أجزاء معينة من أفريقيا، آسيا، البحر الأبيض المتوسط، والشرق الأوسط. يتأثر الذكور أكثر من الإناث. في عام 2015، يعتقد أنه أدى إلى 33000 حالة وفاة.

## الوراثة والمتفاوتات
يعرف مرض الفوال بمرض التفويل لدى العامة ويعتبر مرضاً وراثياً يحدث نتيجة لطفرة موجودة على صبغي إكس مما يعني انتقاله بالوراثة المرتبطة بالجنس. ويعد من الأمراض المتخفية، حيث لا تكون الأعراض ظاهره على الوالدين «حاملين للمرض». يقع الجين الخاص بانزيم سداسي فوسفات الجلوكوز النازع للهيدروجين في الشريط رقم 28 من الذراع الطويلة من صبغي إكس. جميع الأمراض الوراثية التي لها علاقة بالصبغي إكس مثل نقص الإنزيم سداسي فوسفات الجلوكوز النازع للهيدروجين. ويصيب هذا المرض الذكور أكثر من الإناث. وينتقل من الأم ليظهر على الطفل الذكر، ونادراً ما ينتقل من الأب المصاب لطفله، لأنه ينتقل عن طريق مورث Gene، وهذا الجين ينتقل عن طريق الكروموسوم الأنثوي، لكن الأب يورث بناته هذا المرض دون ظهور علامات مرضية عليهن، وبعض البنات قد تظهر عليهن بعض الأعراض، كما يمكن اكتشاف ومعرفة حملهن للمرض. ويولد الطفل طبيعياً دون أعراض في الغالب، ولكن عند تناوله بعض الأغذية أو الأدوية فإن كريات الدم الحمراء تتكسر، ومن ثم تظهر الأعراض المرضية للحالة، ومن أهمها: الفول، والالتهابات الفيروسية، ونوبات مرض السكري، وتناول بعض الأدوية.

## متفاوتات
- نمط B - متفاوت طبيعي.
- نمط A+ - متفاوت أفريقي. 20%.
- نمط A- - متفاوت مركز أفريقيا. 11%.
- طفرة البحر الأبيض المتوسط (Mediterranean variant)- نمط صعب.

## الأعراض
يعيش الطفل - الذي أصيب بالوراثة بهذا المرض - طبيعياً دون أعراض، ولكن عندما يأكل الفول أو البقوليات أو يتناول بعض الأدوية، أو عند إصابته ببعض الالتهابات الفيروسية، فإن كريات الدم تتكسر، عندها تظهر الأعراض.

## الأعراض السريرية
ليس هناك أعراض خاصة بانحلال الدم الفولي لذا تشترك أعراض هذا المرض بالعديد من الأمراض التي تسبب الانحلال في الخلايا الحمراء، من هذه الاعراض:
- التعب والوهن.
- شحوب.
- اصفرار اللون أو اليرقان.
- خروج بول غامق.
- الدوخة.
- ألم البطن.
- ألم في القدمين.

هناك تفاوت كبير في السن الذي تظهر فيه أعراض المرض، فقد يظهر عند حديثي الولادة مباشرة بعد الولادة ويكون اليرقان وتركيز البيليروبين عندهم أعلى من المستوى المعتاد لدى الأطفال الطبيعين، عادة ما تظهر أعراض انحلال الدم الفولي عند ما يتناول المصاب بالمرض الفول أو العدس أو أي نوع من البقوليات أو بعد الاصابة بمرض فيروسي أو عند تناول عقاقير أو كيماويات معينة. كما قد تظهر الاعراض من دون أن يصاب الشخص بأي مرض ومن دون أن يتناول أي نوع من المواد المؤكسدة كالبقوليات.
لوحظ أن بعض المصابين بمرض الأنيميا المنجلية أو الثلاسيميا أيضاً مصابون بمرض انيميا الفول.

## مسببات تكسر الدم
في بعض الأحيان يحدث الانحلال لأسباب مجهولة ولكن بشكل عام ان تعرض الجسم لأي مادة مؤكسدة يمكن ان تحل الدم. واليك بعض من أهم المواد المكسرة للدم والتي ينصح بتجنبها:
- تناول بعض الاطعمة كالبقوليات بجميع أنواعها خاصة الفول والعدس والبازلاء والفاصوليا.و تتراوح كمية المادة المؤكسدة بين نوع واخر من الأطعمة، وقد تكون الكمية التي يتناولها الشخص قليلة فلا تسبب له مشكلة ولكن في الكثير من الأحيان يتناول الشخص كمية قليلة فتسبب انحلالا حادأً في الدم وأحياناً يتناول نوع معين من الأطعمة لسنوات عديدة ولا تسبب له انحلال وفجأة تتكون لديه القابلية لحدوث الانحلال بعد تناول كمية قليلة منه.

قد يحتاج بعض المرضى إلى تلقي دم منقول عند انخفاض مستوى الهيموجلوبين لديهم بشكل حاد.
- تناول بعض أنواع الأدوية : على كل المصابين بهذا المرض تنبيه الطبيب المعالج على انهم مصابون بهذا المرض لكي يتفادى إعطائهم بعض أنواع من الأدوية واستبدالها ببدائل آمنة، من عائلات الأدوية المعروفة بتسببها بفقر الدم الانحلالي:
  - مضادات الملاريا.
  - مضادت الطفيليات.
  - مضادات السل.
  - مركبات السلفا.
  - مضادات الهيستامين.
  - بعض أنواع المضادات الحيوية مثل الكوينلونات والكلورامفينيكول وفي بعض الأحيان البنسلين والسيفالوسبورين
- بعض أدوية مسكنات الألم.
- التعرض للالتهابات الفيروسية أو البكتيرية بشكل عام يسبب حدوث تكسر الدم الفولي.
- مرض الحماض الكيتوني السكري

## فيزيولوجيا المرض
يلعب سداسي فوسفات الجلوكوز النازع للهيدروجين دورا أساسياً في عمليات الأيض في الخلايا الحمراء وهو مسؤول بشكل مباشر عن إنتاج ثنائي نوكليوتيد الأدنين وأميد النيكوتين، يلعب ثنائي نوكليوتيد الأدنين وأميد النيكوتين دوراً هاماً داخل خلايا الدم الحمراء عبر امداد الخلية بغلوتاثيون مختزل. الغلوتاثيون حمض أميني وهو المركب المسؤول بشكل مباشر عن عميلة التخلص من السموم والجذور الحرة.
نقص الانزيم يجعل الخلايا الحمراء معرضه للتحلل والتكسر قبل موعدها المعتاد (والذي يستمر في العادة 120 يوم) نتيجة غياب عملية امداد الخلية بالغلوتاثيون وبالتالي تراكم السموم والجذور الحرة، يؤدي تكسر الخلايا الحمراء إلى انخفاض في خضاب الدم (الهيموجلوبين) محدثاُ فقر دم، كما يؤدي تكسر الخلايا الحمراء إلى تحرير خضاب الدم الذي يتم هضمه وتحويله إلى مادة البيليروبين (حمرة المِرة)، نتيجة تحطم الدم بسرعة وبكميات كبيرة حيدث عجز في استطاعة البروتين الناقل للبيليروبين إلى الكبد بسرعة مما يسبب انتشار البيليروبين في الدم وتشكل الاصفرار أو اليرقان.

## التشخيص
يلعب الفحص السريري دورا هاما في التعرف إلى المرض عن طريق العلامات على وجوده ولكن هناك حاجة إلى التحاليل المختبرية لانه هي التي تحدد المرض. التحاليل المختبرية التي يجب القيام بها:
- عد دموي شامل وعد الخلايا الشبكية.
- وجود اجسام هاينز (هيموغلوبين مترسب في الخلايا الدموية) في خلايا الدم الحمراء.
- إنزيمات الكبد.
- نازعة هيدروجين اللاكتات (ارتفاع بكميته).
- هابتوغلوبين (انخفاض بكميته).
- عيار G6PD في الدم حيث يكون منخفض.

## علاقة المرض بالملاريا
مرض الملاريا من الأمراض الفتاكة والتي يسببها طفيلية المتصورة أو (البلازموديوم). وتعيش طفيلية المتصورة متطفلة على كريات الدم الحمراء فهي تستخدمها خلال أحد اطوار حياتها للتكاثر والاختباء، يتأقلم جسم الأنسان مع الملاريا عن طريق جعل الخلايا الحمراء تقاوم استيطان طفيل الملاريا فيها نتيجة وجود طفرة في جين انزيم G6PD فيجعل كريات الدم الحمراء تتكسر وتتحلل عند تعرضها لالتهاب بطفيل الملاريا، وبذلك لا يستطيع الطفيل اكمال دورة حياته التي يستلزم العيش داخل الخلايا الحمراء لبعض الوقت، وبذلك يتخلص الجسم من الملاريا بشكل فعال.

## العلاج
لا يوجد حتى الآن علاج شافٍ لمرض تكسر الدم الفولي ولا يمكن منعه من الانتقال من جيل لاخر،
يتمحور العلاج حول تجنب تكسر الدم عن طريق تجنب التعرض للمواد المؤكسدة المذكورة في الأعلى وتجنب الإصابة بالأمراض الفيروسية والبكتيرية.

## علم الأوبئة
الفوال هو خلل الأنزيمات الأكثر شيوعاً لدى الإنسان وهو موجود لدى أكثر من 400 مليون شخص في العالم. يتأثر بهذا الخلل بشكل أكبر الأشخاص الذين هم من أفريقيا، الشرق الأوسط وجنوب آسيا والذين هم من جنسيات مختلطة بين هذه الجنسيات.

## اقرأ أيضاً
- فقر الدم.
- يرقان
- انحلال الدم الوليدي